# Južni-centralni papuanski jezici
Južni-centralni papuanski jezici, porodica papuanskih jezika s Nove Gvineje u Papui Novoj Gvineji i Indoneziji. 
Sastoji se od četiri uže skupine: a) morehead-upper maro (prije Morehead and Upper Maro rivers), sa 17 jezika i podskupinama nambu, tonda i Yey, jezik yei [jei]; b) pahoturi (2) jezika; Waia, jedan jezik, tabo [knv]; i yelmek-maklew, (2) jezika, nekad nazivani Bulaka River, a uključivani u bivšu širu skupinu Trans-Fly-Bulaka River.